# تولفس
تولفس (به آلمانی: Tulfes) یک منطقهٔ مسکونی در اتریش است که در اینسبروک لند واقع شده‌است. تولفس ۲۷٫۷ کیلومتر مربع مساحت دارد ۹۲۳ متر بالاتر از سطح دریا واقع شده‌است.